# Margaretha Sigfridsson
Margaretha Sigfridsson (* 28. Januar 1976 in Sveg) ist eine schwedische Curlerin.
Sie gehört dem Skellefteå Curlingklubb an und ist Skip und Lead in ihrem Team.
Bei der Curling-Juniorenweltmeisterschaft 1997 führte sie an der Position des Skip das schwedische Team zur Silbermedaille. Das Finale ging mit 3-11 gegen Schottland verloren, dass von Skip Julia Ewart geführt wurde.
Ebenfalls als Skip gewann sie 2002 bei der Curling-Weltmeisterschaft im US-amerikanischen Bismarck die Silbermedaille. Auch dieses Finale verlor sie gegen Schottland mit 6-5 mit Skip Jackie Lockhart.
2009 spielte sie für das Team Norberg an der Position des Lead bei der Curling-Weltmeisterschaft im südkoreanischen Gangneung, da die normalerweise Lead spielende Anna Svärd wegen ihrer ersten Schwangerschaft nicht teilnehmen konnte.
2012 und 2013 wurde sie als Skip auf der Leadposition mit Maria Wennerström, Christina Bertrup und Maria Prytz Vice Weltmeister.
2014 gewann sie bei den Olympischen Winterspielen 2014 in Sotschi Silber.
Aktuelle Teammitglieder (Stand Mai 2016) sind Second Maria Wennerström, Third Christina Bertrup und Fourth Cissi Ostlund.

## Erfolge
- Olympische Winterspiele: Silber 2014
- Weltmeisterschaften: Silber 2002 und 2009
- Europameisterschaften: Gold 2010
- Junioren-Weltmeisterschaften: Silber 1997